# Красний Острів (Бєлгородська область)
Красний Острів (рос. Красный Остров) — селище в Чернянському районі Бєлгоро́дської області Росії. У 1786 р. на плані генерального межування Новооскільського повіту, називався село Чернянка. У 1862 в списках населених місць Курської губернії, назва була село Нижня Черняночка, з кількістю мешканців 61 людина (34 чоловіків і 27 жінок), всього в 5 дворах, розташованих на вулиці Шевченко. З початку 20 століття — село Черняночка у складі слободи Чернянка, у якої прибрали другу назву Новоіванівка. Пізніше до 1917 року називався село Острів у складі слободи Чернянка, до 1958 року був одним з мікрорайонів Чернянки. З 1958 року — селище Красний Острів Чернянського району. Знаходиться в межах української етнічної території[неавторитетне джерело] — Східна Слобожанщина, Подоння.
Населення селища становить 1 033 осіб (2024). Мешканці в основному працюють на підприємствах селища Чернянки.

## Назва селища

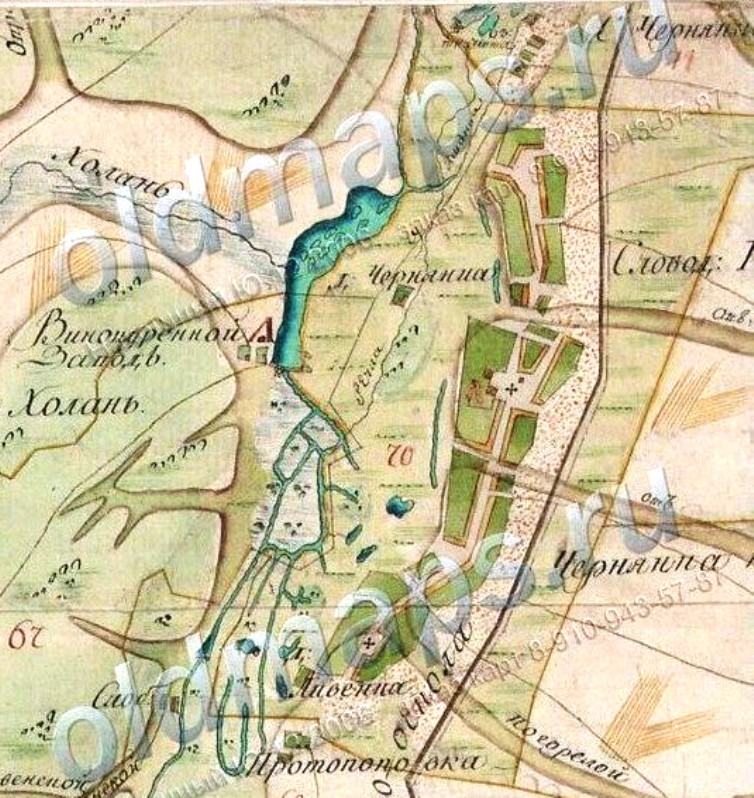
Деревня Чернянка (Красный Остров) в 1785 г.

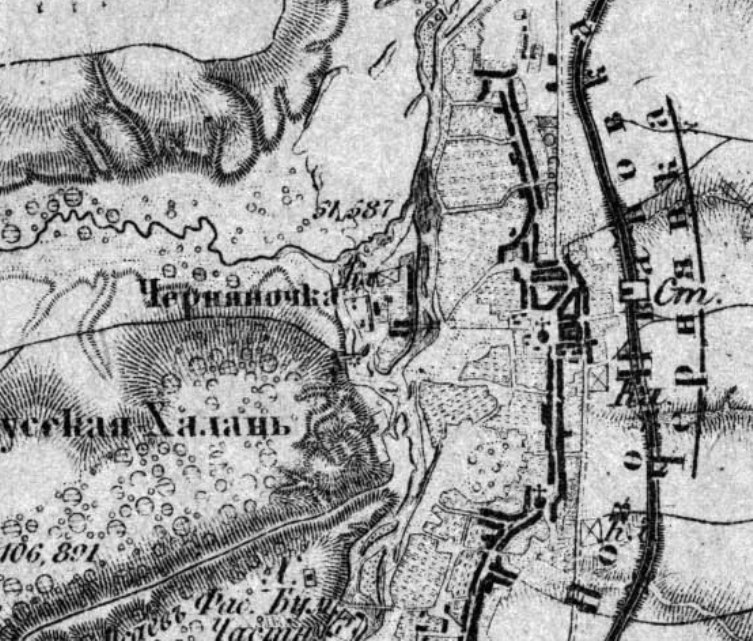
Деревня Черняночка (Красный Остров) в 1864 г.

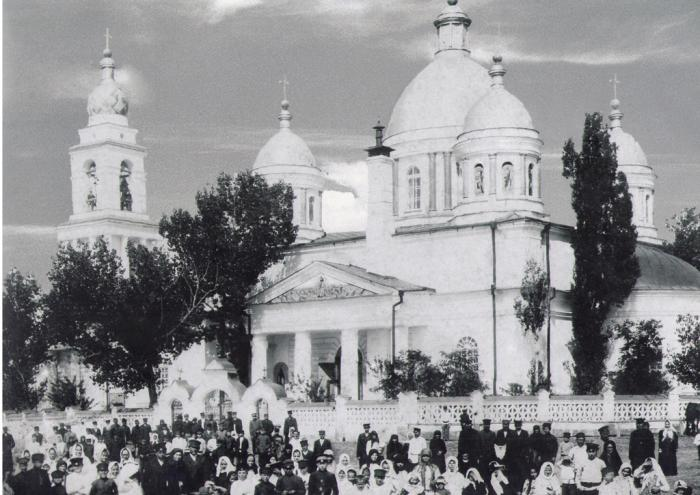
Успенский храм слободы Чернянка1905 год

- Свою першу назву Чернянка (Черняночка), отримав від прізвища Чорний ( Черних,Чорних ). Друга версія походження назви від слова чернь — «чорнолісся», що означає листяний ліс. Такі лісові масиви є на захід від Красного Острова.
- Друга назва - Острів. На мапі 1868 року - Черняночка (було вже 2 вулиці, Шевченка, Фрунзе і садиба княгині Касаткіної-Ростовської розташованої на вул. Садова), селище перебувало на невеликому острові на річці Оскіл, звідки і назва Острів. А в 1917 році з приходом радянської влади перейменували в Красний Острів. Менша частина Острова називалася Лисий хутір (на честь лисого діда, мешканця цієї вулиці) - це вул. Воровського.

## Географія
У 1786 році селище Красний Острів (називався село Чернянка) розташовувалося не на правом березі, де зараз, а на лівому березі Оскола, де зараз розташована Чернянка (у 1786р. називалась слобода Новоівановка).
Красний Острів розташований на правом березі річки Оскіл (басейн Дону). На відстані 1 км від Острова на схід знаходиться центральна площа Чернянки. У 1800 метрах на схід розташований залізничний вокзал. За 650 метрів на північ знаходиться селище Красний Висєлок. За 2,5 км на захід — село Російська Халань. Через Красний Острів протікає річка Халанка (Халань)(приплив Оскола). Залізнична станція на лінії Москва — Валуйки. Через селище проходить автотраса Валуйки — Старий Оскіл.

## Населення
- 1862 — 61 меш.
- 1885 — 81 меш.
- 1892 — 107 меш.
- 1901 — 73 меш.
- 1906 — 74 меш.[8].
- 1932 — 8342 меш.(в складі слободи Чернянка)
- 1977 — 773 меш. в 259 дв.
- 1987 — 550 меш.
- 1998 — 810 меш.
- 2001 — 829 меш.
- 2002 — 826 меш.
- 2003 — 811 меш.
- 2004 — 811 меш.
- 2005 — 817 меш.
- 2006 — 815 меш.
- 2007 — 827 меш.
- 2008 — 834 меш.
- 2009 — 820 меш
- 2010 — 865 меш.
- 2013 — 896 меш
- 2014 — 929 меш. на 01.07.2014
- 2015 — 875 меш. на 01.01.2015  [9].
- 2024 — 1 033  меш. [10].
- проект — 6572 меш.

За проектом планування житлового району «Красний Острів» с. Чернянка Бєлгородської області, у селищі Красний Острів населення складе 6572 чоловік..

### Етнічний склад
У Новооскільском повіті за переписом населення 1760 р. мешкало 69,6% українців і 30% росіян. 
У 1850 р.в Новооскільском повіті мешкало 60 044 або 58,9% українців і 41 888 або 41,1% росіян. 
У 1862 році в Новооскільском повіті мешкало 55,9% українців і 44% росіян. 
У 1897 році в Новооскільском повіті налічувалося - українців 80514 - 56% і російських 77214 - 44% 
У 1920 році частка українців в Новооскільском повіті коливалася по волостях від 60 до 80%.
У 1926 році в Чернянськой волості (Кр. Острів входив до складу Чернянської волості Новооськільського повіту) українці становили 67,74% (21668 мешканців), росіяни 32,13% (10227 мешканців), населення..
У Чернянському районі в 1931 році мешкало 57,0% українців і 42,9% росіян.Кількість дітей охопленних викладанням українською мовою - 1077, кількість навчальних працівників в українських школах - 26.

### Мова
Мова спілкування мешканців селища Кр.Острів змішана, розмовляють на україно-російському суржику. Мешканці селища належать до хохлів української етнографічної групи. Остров'яни, як і інші хутори і села Слобожанщини, розмовляють російською, українською та суржиком. Ще в середині 80-х років минулого сторіччя хохляцький говір чернянців майже нічим не відрізнявся від говірки українців сільської місцевості в Харківській області, за винятком декількох слів. У XX-му сторіччі суржик й українську мову потіснили шкільна освіта російською, радіо і телебачення та від'їзд молоді в міста на навчання. Проте корінні мешканці народжені в 1920-1970 рр використовують суржик і зараз, а в мові молоді збереглися ряд стійких українських виразів.

### Невеликий російсько-україно-хохляцький словник чернянців 20 століття
| Слова у Чернянці    | Слова в сільській місцевості в центрі Харківської області (Лозівський район) | Правильна вимова російською мовою | Правильна вимова українською мовою |
| ------------------- | ---------------------------------------------------------------------------- | --------------------------------- | ---------------------------------- |
| Кузик               | Пугвиця                                                                      | Пуговица                          | Ґудзик                             |
| чоботи              | сапоги, чобати                                                               | сапоги                            | чоботи                             |
| тібі                | тобі                                                                         | тебе                              | тобі                               |
| сібі                | собі                                                                         | себе                              | собі                               |
| не старуй           | не пащікуй                                                                   | не умничай                        | не мудруй                          |
| болниця, болница    | больниця                                                                     | больница                          | лікарня                            |
| тикше               | тихіше                                                                       | тише                              | тихіше                             |
| лєска               | лёска                                                                        | леска                             | волосі́нь або ліска                 |
| приколка            | булавка                                                                      | приколка                          | шпилька                            |
| хінтя, трохи, тріхи | трохи                                                                        | немножко                          | трошки                             |
| возлє               | біля                                                                         | возле                             | біля                               |
| тріжди              | тричи                                                                        | трижды                            | тричи                              |
| газєта              | газета                                                                       | газета                            | газета                             |
| пєпєл               | попіл                                                                        | пепел                             | попіл                              |
| (служив на)границя  | гряница                                                                      | граница                           | кордон                             |
| ушов, пішов         | пішов                                                                        | ушел                              | пішов                              |
| убачив, побачив     | побачив                                                                      | увидел                            | побачив                            |
| завтрікать          | снідати                                                                      | завтракать                        | снідати                            |

## Адміністративна зміна
За свою історію селище Красний Острів (Чернянка) входив в підпорядкування різних адміністративних утворень:
- з 1708 по 1727 рр. — село Чернянка у складі Гірського стану Новооськільського повіту Бєлгоро́дської провінції Київської губернії
- 1727—1779 рр. — с.Чернянка Новооськільського повіту Бєлгоро́дської губернії
- 1779—1797 рр. — с.Чернянка Новооськільського повіту Курського намісництва
- 1797—1802 рр. — с.Чернянка Старооськільського повіту Курської губернії
- 1802—1918 рр. — с.Черняночка (Нижня Черняночка),  Чернянська волость, Новооськільського повіту, Курськой губернії
- 1918 р. — село Острів в складі слободи Чернянка, Новооськільський повіт, земський центр — Острогозьк, земля Подоння , Української народної республіки (У Н Р).
- 1919 р.—с.Острів в складі слободи Чернянка, Новооськільського повіту, Харківської губернії Української держави
- 1919 р.— с.Острів в складі слободи Чернянка , Харківської області (ВСЮР) — військово-територіальна одиниця адміністративного ділення Озброєних сил Півдня Росії
- 1919—1924 рр. — Слобода Чернянка, Чернянської волості Новооськільського повіту, Курської губернії
- 1924—1928 рр. — Слобода Чернянка, Чернянської волості Старооськільського повіту Курська область
- 1928—1929 рр. — Слобода Чернянка Острогожський округ Центрально-чорноземної області
- 1929—1930 рр. — Слобода Чернянка, Старооськільський округ, ЦЧО
- 1930—1934 рр. — Чернянська рада № 1, Слободи Чернянка, ЦЧО
- 1934—1954 рр. — Слобода Чернянка, Курської області
- 1954 —1958 рр. — Слобода Чернянка, Бєлгоро́дської області
- 1958—1963 рр. — Селище Красний Острів, Чернянський район, Бєлгоро́дської області
- 1963—1965 рр. — Селище Красний Острів, Новооськільський район, Бєлгоро́дської області
- З 1965 року і по теперішній час селище входить до складу Руссько-халанського сільської ради Чернянського району Бєлгоро́дської області

## Історія
Першими переселенцями в село Красний Острів були російські люди з сучасного селища Чернь Тульської області в XVII столітті, які оселилися на сучасній вулиці Шевченка. Пізніше, у середині XVII століття українські переселенці в основному зі східної Чернігівщини, Полтавщини та слобожан Лівобере́жжя України, заселили Новоіванівку, нинішню Чорнянку. Селище, звідки прибули люди називалося Іванівкою в Україні, а тут додали слово «нова» і вийшло слобода Новоіванівка. У Курській губернії в селах проживало російське населення, а в слободах і хуторах жили українці. Селища, де знаходилася церква називали слободою або селом. У селах і хуторах церков не було. 

### XVII век
Близько 400 років тому на правому березі Оскола в гирлі річки Халанка було маленьке село Чернянська. Що виникла в селі епідемія чуми змусила більшу частину мешканців переселитися на лівий берег Оскола, на якому були розташовані густі зарослі вільхи, верби, багаті рибою озера і болота.  Поселення стало називатися Новоіванівка, пізніше Чернянка.
В списках с дозорной и межевой книги 1615 года в Оскольском уезде
Орлицком стане были деревни:
- деревня Халан (Русская Халань) на реке Оскол, устье речки Халани (очевидно — это Красный Остров) — 11 дворов, 13 помещиков детей боярских.
- д. Кобыльная (Ковылено) на реке Халани — 4 двора, 4 п.
- д. Ольшанец (Захарово) на реке Ольшанце — 9 дворов, 9 п.
- село Яблоновое (Воскресеновка) на реке Орлике — 17 дворов, 17 п.
- д. Сараева Поляна, Завалишина (Завалишино) — 1 двор, 1 п.
- починок Фатеев, Олпеев (Алпеевка) — 3 двора, 3 п.
- д. Хмелевая (Старохмелевое) — 7 дворов, 7 п.
- д. Волкова (Волково) — 14 дворов, 14 п.
- починок Мокрищев (сейчас на этом месте хутор Заречное) на реке Оскол в устье речки Ольшанца (Ольшанка) — 1 двор, 1 п.
- с. Голубино (сейчас Новооскольский район) на реке Оскол — 23 двора, атаман и беломестные казаки.

Дубленский стан
- д. Коморенцева (Комаревцево) на речке Дубне — 4 двора, 4 п.

На мапі Старооскільського повіту (на мапі вказані села тільки по правому березі Оскола) в середині XVII століття були села Яблунова(Воскресенівка), Волкова (Волкове), Холань (Російська Халань), Нижня Ольшаниця (Захарове), Верхня Ольшаниця (Петропавлівка), Хмелева (Старохмелєве), Кабильна (Ковиліне), Комаревцева (Комаревцеве), Завалішина (Завалішине) і Прилєпи.
На геометричному генеральному плані Новооскільського повіту 1786 р. Красний Острів (село Чернянка) розташований на невеликому острові, житлові будинки були там, де зараз вулиця Шевченка. (Від будинку № 3 до будинку № 11) Основне русло Оскола протікало між вулицею Садовою та дорожнім відділом. Глибина річки Оскіл становила від 2 до 10 метрів. Ширина від 20 до 140 метрів. . Халанка впадала в Оскіл на початку вулиці Садової. Там де зараз вулиця Воровського був міст через Оскіл, а також винокурний завод, один з двох у Новооскільському повіті.
Після підписання Брестського миру, з квітня 1918 по січень 1919 р. Острів був складовою частиною Української Держави гетьмана П. П. Скоропадського, земський центр м. Острогожськ, земля Подоння, (разом з Корочанський, Валуйським, Грайворонським, Бірюченським, Острогозьким, Богучарським повітами) Харківської губернії, Українська народна республіка (У Н Р). Після встановлення Директорії в Україні селище 1918—1919 рр. контролювалося Українською Народною Республікою провінція Подоння .
З 1923 р. по 1933 р. на Кр. Острові як і скрізь в україномовних поселеннях Чернянського району здійснювалася державна політика українізації в Центральному Чорнозем'ї, де проживало більше 1 500 000 українців. Українізація передбачала вивчення і застосування в повсякденному житті, у школі та на державній службі української мови в тих районах де проживало понад 50% українців, Чернянський район (57,0 % українців, 1931 р.) разом з Грайворонським (97,5 % українців), Ровенським (94,8 % українців), Борисовським (70,3 % українців), Волоконівським (65,0 % українців), Вєйдєлєвським (63,0 % українців, Ракитянським (58,0 % українців), Будьонівським (Красногвардійський) (56,6 % українців) , Микитівським (Красногвардійський) (55,7 % українців) , Великомихайлівським (53,5 % українців, 1931 р.)(Новооскільський), Олексіївським, підлягав повної українізації. У Чернянському району на українську мову переходили ті селища (слободи й хутори) які розмовляли українською мовою (слободи: Чернянка, Ольшанка, Орлик, Холки, Троіцка (с. Малотроіцке), Волоконівка, Морквино, Раївка, Воскресенська (с. Воскресенівка) Маслівка (с. Єздочне), Нова Маслівка (с. Новомаслівка),  Станова (с. Станове), Петропавлівка,  Суха Ольшанка і хутора Великий (с. Большоє), Малий, Александрет (Бородін), Бакланів (Бакланівка), Слов'янка, Петровський, Андріївський (Андрєєвка), Грязна Потудань (Новорєчьє), Луб'яний (с. Луб'яне), Орєхова Яруга (Бабаніно), Троіцкий (Хитрово), Новоселівка, Олександрівський (Олександрівка), Малиновий, Яблонов (с. Яблоново), Алпєєвка,  Водяний, Червона Зірка (сел. Красная Звезда )і Красний Острів, всього 14 слобід і 19 хуторів). Частковою українізації підлягали такі райони: Бєлгородський, Большетроіцкий, Валуйський, Корочанський, Новооскільський, Прохоровський, Старооскільський, Скороднянский, Томаровский, Уразовський, Шебекинський.
З 1 січня 1933 діловодство у всіх районних та сільських організаціях перекладалось з української на російську мову. До осені 1933 р. були
ліквідовані Борисівський і Волоконівський українські педтехнікуми, а незабаром і Бєлгородський український педінститут. Закрилася обласна газета
«Ленінський шлях», що виходила українською мовою, а всі українські районні газети переходили на російську мову.

### Друга світова війна
2 липня у середині дня німецькі війська вторглися до Чернянського району, захопивши с. Водяне, п. Червона Зірка та п. Червона Поляна. Лівий фланг 6-ї армії просувався на с. Кочегури, Савенкове, Петропавлівку, Захарове та Чернянку. У селі Петропавлівка з'явилися перші танки з піхотою на борту о 2 годині дня. Цього дня надвечір німці зайняли Червоний Острів і вийшли до річки Оскол. Два тижні вдень та вночі безперервним потоком йшли німецькі війська.
Вранці 29 січня 1943 року було звільнено Чернянку, селище Красний Острів , надвечір війська без бою увійшли до Вільшанки. 
На фронтах другої світової війни загинуло 99 мешканців селища Красний Острів	
Список загиблих воїнів у часи II світової війни. (рос)
- Беланов Иван Иванович
- Богатырев Алексей Михайлович — сержант 1914—1944
- Богатырев Алексей Яковлевич — рядовой 1909—1941
- Богатырев Иван Федорович
- Богатырев Иван Филиппович
- Богатырев Николай Павлович — капитан 1910—1945, похоронен Литва, награждён Орденом Красной звезды, медалью За Отвагу
- Бондаренко Алексей Емельянович
- Бондаренко Алексей Иванович
- Бондаренко Григорий Александрович
- Бубличенко Афанасий Емельянович
- Бубличенко Павел Фомич
- Бураков Алексей Алексеевич
- Бураков Василий Иванович
- Бураков Иван Егорович — красноармеец 1903—1942 похоронен Ростовская область
- Бураков Иван Леонтьевич
- Бураков Иван Пантелеймонович
- Бураков Николай Егорович
- Воловиков Александр Яковлевич
- Воловиков Валентин Яковлевич
- Воловиков Петр Яковлевич
- Гринченко Иван Фомич
- Демьяненко Илья Трофимович
- Демьяненко Федор Трофимович
- Деревянкин Павел Иванович
- Домашенко Иосиф Петрович
- Жиганов Михаил Алексеевич
- Захаров Иван Иванович
- Зюбенко Данил Григорьевич — рядовой 191..-1943
- Зюбенко Николай Иванович — сержант 1924—1943 пропал без вести, Харьковская область
- Коренской Степан
- Коренской Митрофан Захарович — младший сержант 1912—1943 умер Харьков
- Кошелев Кузьма Степанович
- Кучерявенко Павел Тихонович
- Кучерявенко Яков Иванович
- Кучерявенко Яков Григорович
- Кучерявенко Иван Григорович — ефрейтор сапер 1921—1942 пропал без вести
- Мищенко Василий Игнатович
- Мищенко Федор Игнатович
- Мищенко Василий Филиппович — старший сержант 1916—1944 убит Львовская область
- Нечеса Виктор Андреевич
- Нечеса Иван Иосифович
- Нечеса Иван Гаврилович
- Нехаев Владимир Андреевич
- Нихаев Иван Иванович
- Нехаев Иван Никитович
- Нихаев Иван Пантелеймонович
- Нехаев Иван Тихонович
- Нехаев Яков Ильич
- Пивоваров Иван Иосифович
- Резников Никита
- Романенко Федор Матвеевич
- Савченко Василий Леонтьевич
- Савченко Иван Васильевич — 1905—1941
- Савченко Константин Афанасьевич
- Савченко Петр Порфирьевич
- Савченко Семен Митрофанович
- Савченко Серафим Иванович
- Савченко Федор Леонтьевич
- Супрунов Василий Афанасьевич
- Сухин Михаил Терентьевич
- Тимофеев Алексей Никитович
- Тимофеев Алексей Петрович
- Тимофеев Алексей Устимович
- Тимофеев Андрей Семенович
- Тимофеев Василий Стефанович
- Тимофеев Иван Андреевич
- Тимофеев Иван Александрович — рядовой 1898—1942
- Тимофеев Павел Иванович
- Тимофеев Стефан
- Тимофеев Степан Стефанович
- Троценко Василий
- Тоболенко Виктор Андреевич — старший сержант 1918—1942
- Тоболенко Михаил Иванович — 1904—1941 пропал без вести [19].
- Тоболенко Стефан Игнатович — лейтенант 1912—1944
- Черных Иван Прокофьевич — рядовой 1909—1943
- Черных Федор Макарович
- Черных Федор Прокофьевич — старший лейтенант 1915—1945, награждён Орденом Отечественной войны 3-й степени
- Черных Максим Дмитриевич — ефрейтор 1910—1944
- Черных Филипп Максимович — красноармеец, рядовой 1899—1942 похоронен Смоленская область г. Велиж, д. Нижние Секачи
- Усенко Василий Михайлович
- Усенко Иосиф
- Усенко Пантелеймон Васильевич
- Цариченко Иосиф Матвеевич
- Шевченко Александр Алексеевич
- Шевченко Василий Митрофанович
- Шевченко Вениамин Алексеевич
- Шевченко Виктор Наумович
- Шевченко Григорий Федорович
- Шевченко Дмитрий Петрович
- Шевченко Иван Никонович
- Шевченко Иосиф Кирилович
- Шевченко Николай Иванович
- Шевченко Николай Петрович — рядовой 1914—1943
- Шевченко Федор Захарович
- Шевченко Федор Семенович
- Шевченко Яков Максимович

Список нагороджених воїнів за часів II світової війни. (рос)
- 1 Богатырев Николай Павлович — капитан 1910—1945, награждён Орденом Красной звезды, медалью За Отвагу
- 2 Болтенков Григорий Евдокимович 1925 г.р. Орден Отечественной войны II степени.
- 3 Бондаренко Николай Григорьевич 1925 г.р. Медаль «За отвагу» , Медаль «За отвагу»
- 4 Бубличенко Николай Михайлович 1912 г.р. Орден Отечественной войны II степени.
- 5 Бураков Алексей Александрович 1912 г.р. Орден Отечественной войны II степени.
- 6 Бураков Иван Константинович 1926 г.р. Орден Красной Звезды
- 7 Демьяненко Федор Трофимович 1918 г.р. Орден Отечественной войны II степени.
- 8 Донской Андрей Корнеевич 1906 г.р. Орден Отечественной войны I степени.
- 9 Змеев Андрей Григорьевич 1912 г.р. Орден Отечественной войны I степени.
- 10 Зубенко Николай Иванович 1924 г.р. / ст. сержант / . Медаль «За отвагу»
- 11 Коротенко Григорий Митрофанович 1916 г.р. Орден Отечественной войны I степени.
- 12 Кучерявенко Георгий Тимофеевич 1918 г.р. Орден Отечественной войны II степени.
- 13 Маликов Василий Петрович 1926 г.р. Орден Отечественной войны I степени.
- 14 Масловский Семен Павлович 1914 г.р. Орден Отечественной войны II степени.
- 15 Найденко Михаил Семенович 1902 г.р. Орден Отечественной войны I степени.
- 16 Подлегаев Михаил Петрович 1911 г.р. Орден Отечественной войны II степени.
- 17 Савченко Иван Федорович 1926 г.р. / мл. сержант / . Медаль «За боевые заслуги», Орден Отечественной войны II степени
- 18 Семенченко Петр Максимович 1920 г.р. Орден Отечественной войны II степени.
- 19 Сбитнев Семен Никитович 1925 г.р. Орден Отечественной войны II степени.
- 21 Титов Иван Исаевич 1926 г.р. Орден Отечественной войны II степени.
- 22 Тоболенко Александр Михайлович 1926—1994, г.р. Орден Отечественной войны II степени.
- 23 Усенко Федор Иванович 1925 г.р. Орден Отечественной войны II степени.
- 24 Хандогина Софья Федоровна 1925 г.р. Орден Отечественной войны II степени.
- 25 Черных Алексей Леонтьевич 1919 г.р. Орден Отечественной войны II степени.
- 26 Черных Федор Прокофьевич — старший лейтенант 1915—1945, награждён Орденом Отечественной войны 3-й степени

## Транспорт і залізниця
У 1895 р. збудована залізниця Старий Оскіл - Валуйки, через Чернянку, з'єднавши найкоротшим шляхом Донбас і Москву.. Окружна дорога (траса Старий Оскіл-Валуйки), що проходить через Острів та міст через Халанку побудована 2002 року.

## Економіка
- ОГУ « Чернянське лісництво»
- База ГУДРСП «Чернянське»[21].
- Джерело мінеральної води «Потапівська» [22]

## Навчальні заклади
- Дошкільний навчальний заклад

## Видатні місця
- Братська могила 5 радянським воїнам.[23]
- Колишня садиба княгині Касаткіной-Ростовської.

## Цікаві факти
- Батько  відомого письменника-символіста, поета, музиканта, педагога Єрошенка, Василь Яковича народився у Чернянці, а дід переїхав до Чернянки з України [24]
- Недобудована брукова дорога [25] з селища Чорнянка, що проходить через Острів, будувалася (в 1914 р будівництво припинилося) спеціально для шевської майстерні (за сезон 1897-1898 рр. Виготовили 40 000 пар взуття) села  Ольшанка[26].
- Дід знаменитих поетів братів Воловик Георгія Георгійовича і Олександра Георгійовича народжених у Чернянці працював садівником у княгині Касаткиной-Ростовської на Острові [27]..
- У матері Князя Касаткіна - Ростовського Федора Миколайовича, Надії Карлівни Монтрезор була мати Надія Федорівна Полторацька, яка була дочькою Полторацького Федора Марковича (1764-1858) - який мешкав у Чернянці.
- Влітку 1942 року в наших краях воював знаменитий артист Гердт, Зіновій Юхимович.
- У 1942 - 43гг.с Чернянського аеродрому літав на бойові завдання тричі Герой Радянського Союзу Кожедуб, Іван Микитович.
- На Чорнянської землі в роки Другої світової війни воювали Герої Радянського Союзу Пономарчук Андрій Іванович [28], Ребрик Кузьма Пилипович [29]
- У березні 1943 року через Оскіл на запіщанськом (запісок-один з мікрорайонів Чорнянки) броді переправилося два Радянських танка і попрямували в сторону Острова, один танк вдало добрався до Острова, інший провалився під лід на довгому озері (старе русло Оскола), танкісти встигли вискочити з танка, їх відігрівали мешканці Острова. Танк досі перебуває в озері, яке висохло. Наприкінці березня 2010 г.проводилися роботи по розкопці танка.
- Колодязь, де брали воду всією вулицею розташований біля будинку Шевченка 3, був засипаний землею на початку 70 х років XX століття.
- Поруч з будинком по вулиці Шевченка 1, в 50-60 роках XX століття, було 2 будинки і по вулиці проходила автомобільна дорога до мосту по прямій, будинки знесли зі зміною русла річки Оскіл, дороги не стало, залишилася тільки пішохідна. Номери будинків починалися з вулиці Шевченка 3 до 80 х років XX століття.
- У 60 - 70 роках було два броду через річку Оскіл і один через Халанку. Перший - в кінці вулиці Шевченка з виїздом на вантажних машинах (не всіх) через Оскіл на Запісок. Другий брід за запіщанским містом, всі вантажівки могли перетнути річку Оскіл. Через Халанку брід знаходився між висоководним містом (який згорів) і містком (труби) через Халанку.
- У 70 роках, коли побудували греблю на річці Оскіл в районі Лівенки, рівень річки збільшився і Оскіл підійшов до вулиці Шевченка до будинку № 8, але через рік-два греблю прибрали і Оскіл став в своє русло.

## Відомі уродженці Красного Острова
- Глушецький Борис Миколайович  — колишній зам.начальника відділу внутрішніх справ Чернянського району.
- Дряхлов Михайло Іванович  — почесний громадянин Чернянського району.
- Князь Касаткін-Ростовський, Федір Миколайович - письменник, драматург, поет.
- Самарський Сергій Миколайович  — колишній начальник відділу внутрішніх справ Чернянського району.
- Тоболенко Олександр Олексійович  — колишній начальник МНС Чернянського району.Отаман Чернянської станичної козачої общини.[30].
- Черних Іван Олексійович - голова Русскохаланского сільської Ради з 1967 р. по 1972 рік

На Острові мешкав і вчився
Співак Борис Тимофійович Штоколов

## Відомі мешканці
- Жученко Павло Данилович — Герой Радянського Союзу, українець. Народився в слободі Чернянка на  Запіску.
- Марінченко Микола Данилович — Герой Радянського Союзу, українець.[32]. Народився в слободі Чернянка на Запіску.
- Петренко Микола Антонович — Герой Радянського Союзу, українець.[33]. Народився в слободі Чернянка на  Запіску.
- Федоров Іван Андрійович — Герой Радянського Союзу, українець.[34]. Народився в слободі Морквино (зараз Чернянка).
- Бубліченко Лазар Іванович — акушер-гінеколог, доктор медичних наук, лауреат Державної премії, українець. Народився в слободі Чернянка.[35]
- Єрошева Ніна Миколаївна, заслужений працівник культури України. Народилася в слободі Чернянка Бєлгоро́дської області 27.03.[36]

## Мапи
- Красний Острів (Чернянка) в 1779 р.
- Красний Острів (Чернянка) в 1792 р. [Архівовано 4 березня 2016 у Wayback Machine.]
- Красний Острів (Чернянка) в 1796 р.[недоступне посилання з червня 2019]
- Красний Острів (Чернянка) в 1822 р. [Архівовано 15 листопада 2013 у Wayback Machine.]
- Красний Острів (Чернянка) в 1843 р. [Архівовано 19 листопада 2011 у Wayback Machine.]
- Красний Острів (Чернянка) в 1862 р. [Архівовано 7 квітня 2014 у Wayback Machine.]
- Красний Острів (Чернянка) в 1871 р. [Архівовано 28 травня 2010 у Wayback Machine.]
- Етнографічна карта 1875 рік [Архівовано 6 жовтня 2014 у Wayback Machine.]
- Красний Острів (Чернянка) в 1896 р. [Архівовано 4 березня 2016 у Wayback Machine.]
- Красний Острів (Чернянка) на мапі Курської губернії в 1901 р.
- Красний Острів (Чернянка) в 1903 р. [Архівовано 14 березня 2009 у Wayback Machine.]
- Красний Острів (Чернянка) в 1907 р.
- Красний Острів (Чернянка) на мапі розміщення українського населення
- Розселення українців на 1897 р.[недоступне посилання з червня 2019]
- Утворення Української Народної Республіки 1918 рік
- Етнографічна карта 1949 рік
- Красний Острів (Чернянка) на мапі Чернянського району
- Сучасна мапа Кр.Острова [Архівовано 25 серпня 2011 у WebCite]

## Виноски
1. ↑  Українська етнічна територія-1949 рік
2. ↑  Утворення Української Народної Республіки 1918 рік
3. ↑  Розселення українців на 1897 р.[недоступне посилання з червня 2019]
4. ↑  Карта розміщення українського населення. Архів оригіналу за 24 листопада 2018. Процитовано 31 березня 2014.
5. ↑  1897 Укр. повіти. Архів оригіналу за 23 вересня 2016. Процитовано 3 квітня 2022.
6. ↑  Етнографічна карта 1875 рік. Архів оригіналу за 6 жовтня 2014. Процитовано 14 травня 2014.
7. ↑  «Етнографічна границя» української території. Архів оригіналу за 22 грудня 2012. Процитовано 11 березня 2022.
8. ↑  Курский сборник
9. ↑  Администрация Русскохаланского сельского поселения Муниципального района «Чернянский район». Архів оригіналу за 5 березня 2016. Процитовано 26 грудня 2015.
10. ↑   https://awdb.ru/belgorodskaya-obl/n/chernyanskiy/krasnyy-ostrov/. {{cite web}}: Пропущений або порожній |title= (довідка)
11. ↑  Бєлгородська іпотечна корпорація. Архів оригіналу за 9 травня 2011. Процитовано 31 грудня 2010.
12. ↑  Демоскоп. Перепис населення. Архів оригіналу за 1 лютого 2014. Процитовано 25 березня 2010.
13. ↑  Східна Слобожанщина. Архів оригіналу за 10 січня 2013. Процитовано 22 січня 2013.
14. ↑  Етнічні межі
15. ↑  Историческая летопись Курского дворянства. Архів оригіналу за 26 червня 2015. Процитовано 26 червня 2015.
16. ↑  Опис Курського намісництва, стр. 113—118 (PDF). Архів оригіналу (PDF) за 11 липня 2009. Процитовано 17 квітня 2019.
17. ↑  Історичний територіальний поділ України
18. ↑  Етнічні межі і державний кордон України
19. ↑  Безсмертний полк. Архів оригіналу за 25 серпня 2016. Процитовано 23 серпня 2016.
20. ↑  Заселення Бєлгородської області, 18-й абзац. Архів оригіналу за 28 жовтня 2012. Процитовано 19 березня 2011.
21. ↑  База ГУДРСП «Чернянське». Архів оригіналу за 4 березня 2016. Процитовано 31 грудня 2010.
22. ↑  Мінеральна вода «Потапівська». Архів оригіналу за 10 січня 2011. Процитовано 19 березня 2011.
23. ↑  Братська могила. Архів оригіналу за 14 жовтня 2016. Процитовано 25 березня 2010.
24. ↑  Юлия Патлань
25. ↑  История села. Архів оригіналу за 27 червня 2015. Процитовано 26 червня 2015.
26. ↑  Сапоги от ольшанских мастеров (PDF). Архів оригіналу (PDF) за 24 вересня 2015. Процитовано 26 червня 2015.
27. ↑  Далекое — близкое. Архів оригіналу за 2 лютого 2014. Процитовано 26 червня 2015.
28. ↑  Герои страны. Архів оригіналу за 26 червня 2015. Процитовано 26 червня 2015.
29. ↑  Герои страны. Архів оригіналу за 27 червня 2015. Процитовано 26 червня 2015.
30. ↑  Члены Совета Атаманов рос. Архів оригіналу за 7 квітня 2014. Процитовано 20 січня 2012.
31. ↑  Пам'яті великого російського співака Бориса Тимофійовича Штоколова (PDF). Архів оригіналу (PDF) за 5 березня 2016. Процитовано 5 квітня 2013.
32. ↑  МО РФ.Курська битва. Архів оригіналу за 25 березня 2005. Процитовано 3 травня 2010.
33. ↑  Петренко, Микола Антонович[ru]
34. ↑  Федоров Іван Андрійович[ru]
35. ↑  Календарь знаменательных дат стр.173 (PDF). Архів оригіналу (PDF) за 1 лютого 2014. Процитовано 5 квітня 2013.
36. ↑  Єрошева Ніна Миколаївна. Архів оригіналу за 8 листопада 2016. Процитовано 28 березня 2010.